# بحر الأمير كوستاف أدولف

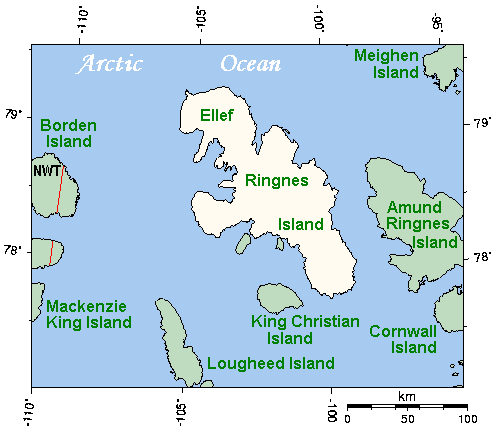
خريطة لبحر الأمير غوستاف غرب جزيرة إلف رينكنس (Ellef Ringnes)

بحر الأمير غوستاف أدولف، ذراع بحري من المحيط المتجمد الشمالي، ويقع في منطقة كيكيقتالوك (Qikiqtaaluk)، نونافوت، كندا.
و هو يقع بين جزر أرخبيل القطب الشمالي الكندي. يحد البحر من الغرب جزيرة بوردن و جزيرة الملك ماكنزي، وعلى الجهة الشرقية جزيرة الفرينكنس (Ellef Ringnes). إلى الجنوب تقع جزيرة لوفهيد (Lougheed). يفتح البحر على المحيط المتجمد الشمالي إلى الشمال، وإلى قناة بيام مارتن و مضيق ماكلين إلى الجنوب.
تم تسمية البحر على أسم غوستاف السادس أدولف ملك السويد السابق.